# Saint Jean Baptiste (icône)
Saint Jean Baptiste est une icône russe datant du début du XVe siècle, représentant Jean le Baptiste dans le désert. Elle est attribuée par certains historiens au peintre Denis de Glouchitsa. L'icône provient de l' ermitage d'Ouspenskaïa Semigorodnaïa (ru), près de Kadnikov dans l'oblast de Vologda. Elle est exposée au musée-réserve de l'État d'art et d'architecture de Vologda.

## Attribution
L'attribution à Denis de Glouchitsa est contestée, notamment par Victor Lazarev, qui apprécie beaucoup l'icône et considère qu'elle ferait même honneur à Andreï Roublev mais ne trouve pas d'arguments suffisants pour faire ce choix. C'est en tout cas un peintre du Nord, qui suit la tradition de Novgorod. À l'époque de sa réalisation, la moitié des églises de Vologda était encore sous l'administration de l'archevêque de Novgorod. L'autre moitié dépendait de Moscou. L'iconographie de Vologda représente un compromis entre les éléments iconographiques de Moscou et ceux de Novgorod. L'école de Vologda conserve en effet son caractère original typique des régions du Nord de la Russie d'Europe. La technique est parfaite et suit strictement les canons iconographiques. Ses images sont naïves et parfois abstraites, proches de la culture populaire.

## Style
La composition de l'icône est élégante et le style est sobre. Les coloris varient de l'ocre clair au rouge-brun, une partie des vêtements étant soulignés de bleu ciel. L'image est d'un grand lyrisme et d'une harmonie dont émane une grâce spirituelle. 

## Description
Dans sa main gauche, Jean Baptiste tient un parchemin sur lequel les mots ont disparu (ce sont probablement les premiers mots habituels de ses prêches : « Repentez-vous et approchez-vous... »). De sa main droite, il esquisse une geste vers le ciel, depuis lequel Dieu, représenté dans une sphère bleue, le bénit. Derrière Jean Baptiste, un arbre avec une hache à ses pieds symbolise l'humanité pécheresse tel que décrite dans les textes sur le Jour du jugement dans la Bible (« ... et la hache est déjà à la racine, au pied de l'arbre »). La mission sacrificielle de Jean Baptiste est annoncée et représentée par le plateau à ses pieds qui sera apporté à Salomé après la décollation du saint prédicateur.

## Source
- (ru) Cet article est partiellement ou en totalité issu de l’article de Wikipédia en russe intitulé « Семигородняя Успенская пустынь » (voir la liste des auteurs).